# Herrarnas lagtävling i sabel vid olympiska sommarspelen 1980
Herrarnas lagtävling i sabel i de olympiska fäktningstävlingarna 1980 i Moskva avgjordes den 28-29 juli.

## Medaljörer
| Event      | Guld                                                                             | Silver                                                                   | Brons                                                                        |
| Sabel, lag | Sovjetunionen Michail Burtsev Viktor Krovopuskov Viktor Sidjak Vladimir Nazlymov | Italien Michele Maffei Mario Aldo Montano Marco Romano Ferdinando Meglio | Ungern Imre Gedővári Rudolf Nébald Pál Gerevich Ferenc Hammang György Nébald |

## Laguppställningar
| Bulgarien - Khristo Etropolski - Nikolay Marincheshki - Vasil Etropolski - Georgi Chomakov Kuba - Manuel Ortíz - Jesús Ortíz - José Laverdecia - Guzman Salazar Östtyskland - Rüdiger Müller - Hendrik Jung - Peter Ulbrich - Frank-Eberhard Höltje - Gerd May | Ungern - Imre Gedővári - Pál Gerevich - Ferenc Hammang - Rudolf Nébald - György Nébald Italien - Mario Aldo Montano - Michele Maffei - Ferdinando Meglio - Marco Romano Polen - Tadeusz Piguła - Leszek Jabłonowski - Jacek Bierkowski - Andrzej Kostrzewa | Rumänien - Ioan Pop - Marin Mustață - Cornel Marin - Ion Pantelimonescu - Alexandru Nilca Sovjetunionen - Viktor Sidjak - Vladimir Nazlymov - Viktor Krovopuskov - Michail Burtsev |